# ヘルマン＝フリードリヒ・ヨッピーン
ヘルマン＝フリードリヒ・ヨッピーン（Hermann-Friedrich Joppien、1912年7月19日 - 1941年8月25日）はドイツ空軍の軍人。第二次世界大戦で70機を撃墜したエース・パイロットであり、その戦功から柏葉付騎士鉄十字章を授与された。

## 前半生
1912年7月19日、プロイセン王国ヴェストファーレン州ボーフムで生まれた。父親は労働者で、1917年に新たな職を求めてヨッピーン家はヘルスフェルトに移住した。学校教育を修了後、職業教育を受けて印刷会社で植字工の仕事を学んだ。1931年10月、ギーセンでヴァイマル共和国軍の第15歩兵連隊に入隊。1933年、伍長に昇進した。
ギーセンでの隊務の傍らで、グライダーの設計と操縦に強い関心を持ち熱中した。新兵訓練の任務を負っていたため空軍への転属がやや遅れたが、1935年10月15日に空軍への移籍がようやく認可された。クリスマスまでの間に100回の単独飛行を行い、1936年6月には飛行教官になった。 1936年10月1日に上級伍長、1937年2月1日に軍曹、同年7月1日に上級軍曹に昇進した。
その後士官候補生に選ばれ、士官学校に入校。130人の生徒の中から首席で卒業し、1938年12月23日に少尉に昇進した。第一次世界大戦のエース・パイロット、マンフレート・フォン・リヒトホーフェンの名を冠した第2戦闘航空団でパイロット兼士官として軍務に就き、1939年6月1日に中尉に昇進した。その後、第76駆逐航空団第II飛行隊から編成された第176戦闘飛行隊本部で技術士官となった。1939年の夏、第51戦闘航空団第I飛行隊（I/JG 51）の第1中隊に配属された。

## 第二次世界大戦
11月23日、西部戦線でフランス空軍のギヨーム空軍二等軍曹が搭乗するモラーヌ・ソルニエ M.S.406を撃墜し、初戦果を記録した。ギヨームはエイルクールに不時着し、そこでM.S.406は完全に燃え尽きた。戦闘中、ヨッピーンのメッサーシュミット Bf109は敵の砲火によって着陸装置が破損し、着陸に失敗した。Bf 109は転覆したが、ヨッピーンは幸いにも無傷で脱出した。この戦功により、12月13日に二級鉄十字章を授与された。

### フランスの戦いとバトル・オブ・ブリテン
1940年5月10日、フランスの戦いが始まった。この戦いの中、6月10日にヨッピーンは一級鉄十字章を授与された 。フランスの戦いが終わる6月25日までに3機を撃墜し、撃墜数は4機となった。6月10日、I/JG 51はイェーファー飛行場に移転し、6月21日にはレーワルデン飛行場に移転した。7月12日、イェーファーに移転した第2教導航空団第I(戦闘)飛行隊に代わり、I/JG 51はサン＝タングヴェール飛行場に移転し、バトル・オブ・ブリテンに参加した。
8月6日、離陸事故で負傷したダグラス・ピトケアン大尉の後任としてI/JG 51の第1中隊の中隊長となった。8月11日、中隊長としての初戦果を挙げた。I/JG 51はドーバー沖でイギリス空軍（RAF）のスーパーマリン スピットファイアと交戦した。この戦いで21機を撃墜した戦功により、9月16日に騎士鉄十字章を授与された。2日後、大尉に昇進。1ヵ月後の10月18日、ハンス・ハインリヒ・ブルステリン大尉の異動後、一時的にI/JG 51を率いていたリヒャルト・レプラ中尉の後任として同隊の飛行隊長に任命された。12月5日までヨッピーンは撃墜数を30機に伸ばした。1941年2月26日、ホーカー ハリケーン2機を撃墜した。
RAFに対してさらに撃墜数を伸ばし、4月21日に記録した40機撃墜のために、4月22日の国防軍軍報で最初の言及を受けた。翌日、アドルフ・ヒトラーから柏葉付騎士鉄十字章を授与され、ドイツ国防軍で11人目の受章者となった。
5月25日、I/JG 51はイギリス海峡での作戦から撤退し、短期間の整備とオーバーホールのためにクレーフェルト飛行場に移転した。

### バルバロッサ作戦と最期
6月、JG 51と大半のドイツ空軍は、6月22日にソ連へ侵攻するバルバロッサ作戦の準備のために東部戦線に移った。そこで、6月30日にベラルーシ東部のバブルイスク近郊での5機のソ連爆撃機を撃墜し、総撃墜数は51機に達した。この「ace in a day」（1日で5機以上を撃墜）の功績により、7月1日に国防軍軍報で2度目の言及を受けた。7月5日、58機目の撃墜後に負傷し、数週間の療養生活を送った。
8月25日、ヨッピーンと僚機のエルヴィン・フライク中尉はブリャンスク南西20キロメートル（12マイル）にあるエリニャ付近でソ連の戦闘機及び爆撃機と交戦した。ヨッピーンのメッサーシュミット Bf109 F-2（機体番号 9670）はソ連のポリカルポフ I-16によって撃墜された。フライクは自身とヨッピーンが600～700メートル（2000～2300フィート）の高度で3機のI-16で護衛された3機のペトリャコーフ Pe-2を攻撃したことを報告した。フライクは、ヨッピーンが攻撃したPe-2が煙を上げて墜落していった後、ヨッピーンのBf 109が急な右旋回をして地面に墜落するのを目撃した。この日までに、ヨッピーンは約270回の出撃で70機を撃墜した。その内訳は、スーパーマリン スピットファイア23機を含む42機が西部戦線、28機が東部戦線で記録したものである。彼の死後、I/JG 51の指揮権は、第2中隊を指揮していたヴィルヘルム・ハッハフェルト大尉に引き継がれた。8月29日、国防軍軍報はヨッピーンの死亡を発表した。

## 叙勲
- 鉄十字勲章1939年章
  - 2級（1939年12月13日）[6]
  - 1級（1940年6月10日）[6]
- 柏葉付騎士鉄十字章
  - 騎士鉄十字章（1940年9月16日）：第51戦闘航空団第1中隊の中隊長及び中尉として[7][注釈 2]
  - 柏葉 第11号（1941年4月23日）：第51戦闘航空団第I飛行隊の飛行隊長及び大尉として[8][10][11]
- 国防軍軍報（Wehrmachtbericht）での言及

### 国防軍軍報からの引用
| 日付                | 国防軍軍報のオリジナル原稿 | 和訳（英訳から転訳） |
| ------------------- | --- | --- |
| 1941年4月22日火曜日 | Hauptmann Joppin errang seinen 40. Luftsieg. | ヨッピーン大尉は40機目の撃墜を記録した。 |
| 1941年7月1日火曜日  | ...Oberstleutnant Mölders errang hierbei seinen 82., Hauptmann Joppien seinen 52. Luftsieg. | ...メルダース中佐はこれによって82機目の撃墜を記録、ヨッピーン大尉は52機目の撃墜を記録した。                                                                                      |
| 1941年8月29日金曜日 | Hauptmann Joppien, Inhaber des Eichenlaubes zum Ritterkreuz des Eisernen Kreuzes, Gruppenkommandeur in einem Jagdgeschwader, kehrte nach seinem 70.. Luftsieg vom Feindflug nicht zurück. Mit ihm verliert die Luftwaffe einen ihrer kühnsten und erfolgreichsten Jagdflieger. | 柏葉付騎士鉄十字章の受章者で、戦闘航空団の飛行隊長のヨッピーン大尉は70機目を撃墜後帰還しなかった。彼の死と共にドイツ空軍は最も勇敢で戦果を挙げた戦闘機パイロットの一人を失った。 |